# 曾广铭
曾广铭（Chan Kwong Beng，1988年6月2日—），馬來西亞男子羽毛球运动员。

## 簡歷
曾广铭生於馬來西亞霹靂州太平市，有兩位姐姐和一位哥哥。他在17歲才正式開始正規的國家隊訓練，屬於守中反攻型打法的男單球員。
在剛進馬來西亞國家羽毛球隊時，他的教練是米斯本·西迪，在米斯本2010年尾請辭後，他轉至拉昔手下訓練。曾广铭此間的成績並不突出，但卻在倫敦奧運會期間被選赴英國擔當李宗偉的陪練員。
2013年1月，曾广铭離開馬來西亞國家羽毛球隊，以职业球员身份继续參加公開比賽，並在李宗偉的建議下，加盟川崎羽球俱樂部。同年4月，曾广铭在河內進行的越南國際挑戰賽男單決賽中，擊敗香港的伍家朗奪得冠軍，這也是他在個人生涯中的首個國際賽冠軍。

## 主要比賽成績
只列出曾進入準決賽的國際賽事成績：
| 年份      | 賽事                     | 公開賽級別 | 項目     | 拍檔        | 成績   |
| --------- | ------------------------ | ---------- | -------- | ----------- | ------ |
| 2009年    | 越南羽毛球國際挑戰賽     | 國際挑戰賽 | 男子單打 | －          | 準決賽 |
| 2009年    | 馬來西亞羽毛球國際挑戰賽 | 國際挑戰賽 | 男子單打 | －          | 亞軍   |
| 2009年    | 印度羽毛球大獎賽         | 大獎賽     | 男子單打 | －          | 準決賽 |
| 2012年    | 馬來西亞羽毛球國際挑戰賽 | 國際挑戰賽 | 男子單打 | －          | 準決賽 |
| 2013年    | 越南羽毛球國際挑戰賽     | 國際挑戰賽 | 男子單打 | －          | 冠軍   |
| 2013年    | 保加利亞羽毛球國際賽     | 國際挑戰賽 | 男子單打 | －          | 準決賽 |
| 2013年    | 瑞士羽毛球國際賽         | 國際挑戰賽 | 男子雙打 | 丹尼尔·班茨 | 冠軍   |
| 2013年    | 碧特博格羽毛球黃金大獎賽 | 黃金大獎賽 | 男子單打 | －          | 準決賽 |
| 代表 美国 |                          |            |          |             |        |
| 2017年    | 美國羽毛球國際挑戰賽     | 國際挑戰賽 | 混合雙打 | 布里安娜·池 | 準決賽 |

| 2007-2017年 | 首要超級賽 | 超級賽 | 黃金大獎賽 | 大獎賽 | 國際挑戰賽 | 國際系列賽 | 未來系列賽 | 其他 |

| 2018-2026年 | 總決賽 | 超級1000賽 | 超級750賽 | 超級500賽 | 超級300賽 | 超級100賽 | 國際挑戰賽 | 國際系列賽 | 未來系列賽 | 其他 |